# Asesinato de Nuno Ribeiro
Nuno Miguel Ribeiro de Araujo, un joven portugués abiertamente homosexual de 17 años, fue asesinado a golpes por dos jóvenes españoles de 20 y 22 años, Sergi Ruiz Lázaro y Domingo López Acedo, en un callejón de Las Escaldas-Engordany, Andorra, en la mañana del 14 de abril de 2000. Este crimen tuvo gran repercusión mediática en el país por la brutal violencia que ejercieron y la motivación homófoba del crimen.
Los dos agresores fueron condenados a cinco y dieciséis años respectivamente por el Tribunal de Corts. El 24 de octubre de 2001 la condena fue confirmada. En mayo de 2002, el Tribunal Constitucional anuló parcialmente la condena por considerar que no violaba la dignidad de la persona porque, en ese momento, la homofobia no estaba tipificada como delito. Por lo tanto, se redujo en un año la pena de Sergi Ruiz y Domingo López, y fueron condenados solo por homicidio.
Este asesinato promovió la creación de la asociación Som com Som para luchar por los derechos LGBT en Andorra.